# Liste der Naturdenkmale in Bad Orb
Die Liste der Naturdenkmale in Bad Orb nennt die in der Stadt Bad Orb im Main-Kinzig-Kreis gelegenen Naturdenkmale.
| Bild            | Bezeichnung                 | Ortsteil, Lage                      | Beschreibung                                            | Art | Nr.    |
| --------------- | --------------------------- | ----------------------------------- | ------------------------------------------------------- | --- | ------ |
| Fotos hochladen | Abteilung Buchen und Eichen | Orb 50° 13′ 26,9″ N, 9° 24′ 26,7″ O |                                                         |     | 435073 |
| Fotos hochladen | Der Madstein                | Orb 50° 11′ 16,2″ N, 9° 24′ 35,1″ O | stark bemooster Basaltblock am Nordhang des Hohen Bergs |     | 435074 |

## Belege
1. ↑  
Naturdenkmale im Main-Kinzig-Kreis. (PDF; 74 kB) Umweltbericht MKK. Main-Kinzig-Kreis, August 2015, archiviert vom Original (nicht mehr online verfügbar) am 24. Januar 2016; abgerufen am 22. Januar 2016.

- Karte mit allen Koordinaten:
- OSM |
- WikiMap